# Oicatá

Localização de Oicata no departamento de Boyacá.

Oicata é um município no departamento de Boyacá, na Colômbia.